# Chantal Delorge
Chantal Delorge (10 december 1971) is een Belgisch voormalig korfbalster.

## Levensloop
Delorge was actief bij Catbavrienden en vervolgens Sikopi en AKC. Daarnaast maakte ze deel uit van het Belgisch korfbalteam waarmee ze onder meer zilver behaalde op de Wereldspelen van 1997 en het wereldkampioenschap van 2003.
Haar echtgenoot Werner de Vogelaere was eveneens actief in het korfbal.